# 88297 Huikilolani
88297 Huikilolani este un asteroid din centura principală de asteroizi.

## Descriere
88297 Huikilolani este un asteroid din centura principală de asteroizi. A fost descoperit pe 11 iulie 2001 la Needville de Joseph A. Dellinger și William G. Dillon. Asteroidul prezintă o orbită caracterizată de o semiaxă mare de 2,17 ua, o excentricitate de 0,16 și o înclinație de 4,2° în raport cu ecliptica.